# Armelia McQueen
Armelia Audrey McQueen (Southern Pines, 6 de enero de 1952 - Beverly Hills, 4 de octubre de 2020) fue una actriz estadounidense.

## Antecedentes
Armelia McQueen nació el 6 de enero de 1952 en Southern Pines, Carolina del Norte. Tras el divorcio de sus padres, su madre se casó con Robert Brown en la ciudad de Nueva York . En Brooklyn, McQueen asistió a las escuelas PS 44 y PS 258. Se graduó del Central Commercial High School (ahora Norman Thomas High School) en 1969. Posteriormente, la actriz asistió a la Fashion Industry School, especializándose en diseño de moda. En 1972, recibió clases en la Escuela de Drama de Herbert Berghof .
McQueen murió el 4 de octubre de 2020, a los 68 años.

## Musicales
- Ain't Misbehavin' (1978)
- Harrigan 'N Hart (1985)
- Ain't Misbehavin' (1988)[3]

## Programas de televisión
- Adventures in Wonderland (100 episodes)
- Martin (1992)
- Fresh Prince of Bel-Air (1993)
- Living Single (1996)
- All About the Andersons (2003)
- That's So Raven
- Related (2005)
- Hart of Dixie (26 episodes)
- Brooklyn Nine-Nine (2014)[4]

## Películas
| Año  | Título          | Papel             | Notas |
| ---- | --------------- | ----------------- | ----- |
| 1976 | Sparkle         | Tune Ann          |       |
| 1981 | Quartet         | Night Club Singer |       |
| 1988 | Action Jackson  | Dee               |       |
| 1989 | No Holds Barred | Sadie             |       |
| 1990 | Ghost           | Clara Brown       |       |
| 1998 | Bulworth        | Ruthie            |       |
| 1999 | Life            | Mrs. Clay         |       |